# 魏景桐
魏景桐，湖南新化人，清朝政治人物。
宣统元年四月初九，由广东按察使升任廣西布政使。宣统三年闰六月初二日（1911年7月27日），病免。